# Imani de Jong
Imani de Jong (28 mei 2002) is een Nederlandse zwemster.

## Carrière
Bij haar internationale debuut, op de Europese kampioenschappen zwemmen 2020 in Boedapest, werd De Jong uitgeschakeld in de series van zowel de 400 als de 800 meter vrije slag. Op de Europese kampioenschappen kortebaanzwemmen 2021 in Kazan strandde de Nederlandse in de halve fainels van de 200 meter vrije slag, op zowel de 400 als de 800 meter vrije slag werd ze uitgeschakeld in de series.
Tijdens de Europese kampioenschappen zwemmen 2022 in Rome strandde ze in de halve finales van de 200 meter vrije slag, op de 400, 800 en 1500 meter vrije slag werd ze uitgeschakeld in de series. Samen met Silke Holkenborg, Janna van Kooten en Marrit Steenbergen veroverde ze de Europese titel op de 4×200 meter vrije slag, op de gemengde 4×200 meter vrije slag eindigde ze samen met Luc Kroon, Stan Pijnenburg en Silke Holkenborg op de vijfde plaats. Op de gemengde 4×100 meter vrije slag zwom ze samen met Stan Pijnenburg, Sean Niewold en Sam van Nunen in de series, in de finale eindigde Pijnenburg samen met Nyls Korstanje, Tessa Giele en Marrit Steenbergen op de vijfde plaats.

## Internationale toernooien
| Jaar | Olympische Spelen                         | WK langebaan                              | WK kortebaan                              | EK langebaan | EK kortebaan                                               |
| ---- | ----------------------------------------- | ----------------------------------------- | ----------------------------------------- | --- | ---------------------------------------------------------- |
| 2020 | Geen toernooien vanwege de coronapandemie | Geen toernooien vanwege de coronapandemie | Geen toernooien vanwege de coronapandemie | Geen toernooien vanwege de coronapandemie | Geen toernooien vanwege de coronapandemie                  |
| 2021 | geen deelname                             |                                           | geen deelname                             | 16e 400m vrije slag 12e 800m vrije slag | 11e 200m vrije slag 13e 400m vrije slag 9e 800m vrije slag |
| 2022 |                                           | geen deelname                             | 13-18 december                            | 10e 200m vrije slag · 10e 400m vrije slag · 10e 800m vrije slag · 11e 1500m vrije slag · 4×200m vrije slag · 6e 4×100m vrije slag gemengd · De Jong zwom enkel de series · 5e 4×200m vrije slag gemengd |                                                            |
| 2023 |                                           | 21e 400m vrije slag 25e 1500m vrije slag  |                                           | |                                                            |
| 2024 |                                           | 16e 400m vrije slag                       |                                           | |                                                            |

## Persoonlijke records
Bijgewerkt tot en met 14 augustus 2022
Kortebaan
| Afstand          | Tijd     | Datum            | Plaats    |
| ---------------- | -------- | ---------------- | --------- |
| 100m vrije slag  | 54,64    | 21 december 2019 | Tilburg   |
| 200m vrije slag  | 1.56,93  | 3 juli 2022      | Amsterdam |
| 400m vrije slag  | 4.05,68  | 2 juli 2022      | Amsterdam |
| 800m vrije slag  | 8.28,90  | 3 oktober 2021   | Berlijn   |
| 1500m vrije slag | 16.19,04 | 2 juli 2022      | Amsterdam |

Langebaan
| Afstand          | Tijd     | Datum            | Plaats     |
| ---------------- | -------- | ---------------- | ---------- |
| 100m vrije slag  | 55,35    | 9 april 2022     | Eindhoven  |
| 200m vrije slag  | 1.58,88  | 8 april 2022     | Eindhoven  |
| 400m vrije slag  | 4.11,77  | 2 april 2022     | Heidelberg |
| 800m vrije slag  | 8.40,48  | 11 augustus 2022 | Rome       |
| 1500m vrije slag | 16.40,11 | 14 augustus 2022 | Rome       |